# (10015) Valenlebedev
(10015) Valenlebedev es un asteroide perteneciente al cinturón de asteroides, descubierto el 27 de septiembre de 1978 por la astrónoma soviética Liudmila Chernyj desde el Observatorio Astrofísico de Crimea.

## Designación y nombre
Designado provisionalmente como 1978 SA5. Fue nombrado Valenlebedev en honor al cosmonauta soviético Valentín Vitálievich Lébedev.